# Amasis
Amasis fou un persa de la tribu dels marafis al qual Ariandes, sàtrapa persa d'Egipte, va nomenar cap de l'exèrcit i el va enviar a ajudar a Feretime, la mare del rei Arcesilau III, segons diu Heròdot.
Amasis, juntament amb Badres, va ocupar la ciutat de Barca mitjançant un estratagema l'any 510 aC, i va intentar infructuosament ocupar Cirene. Ariandes el va cridar i va haver de tornar i pel camí va ser atacat repetidament pels libis que li van posar difícil el retorn. Feretime va tornar amb Amasis cap a Egipte.